# 옌타구

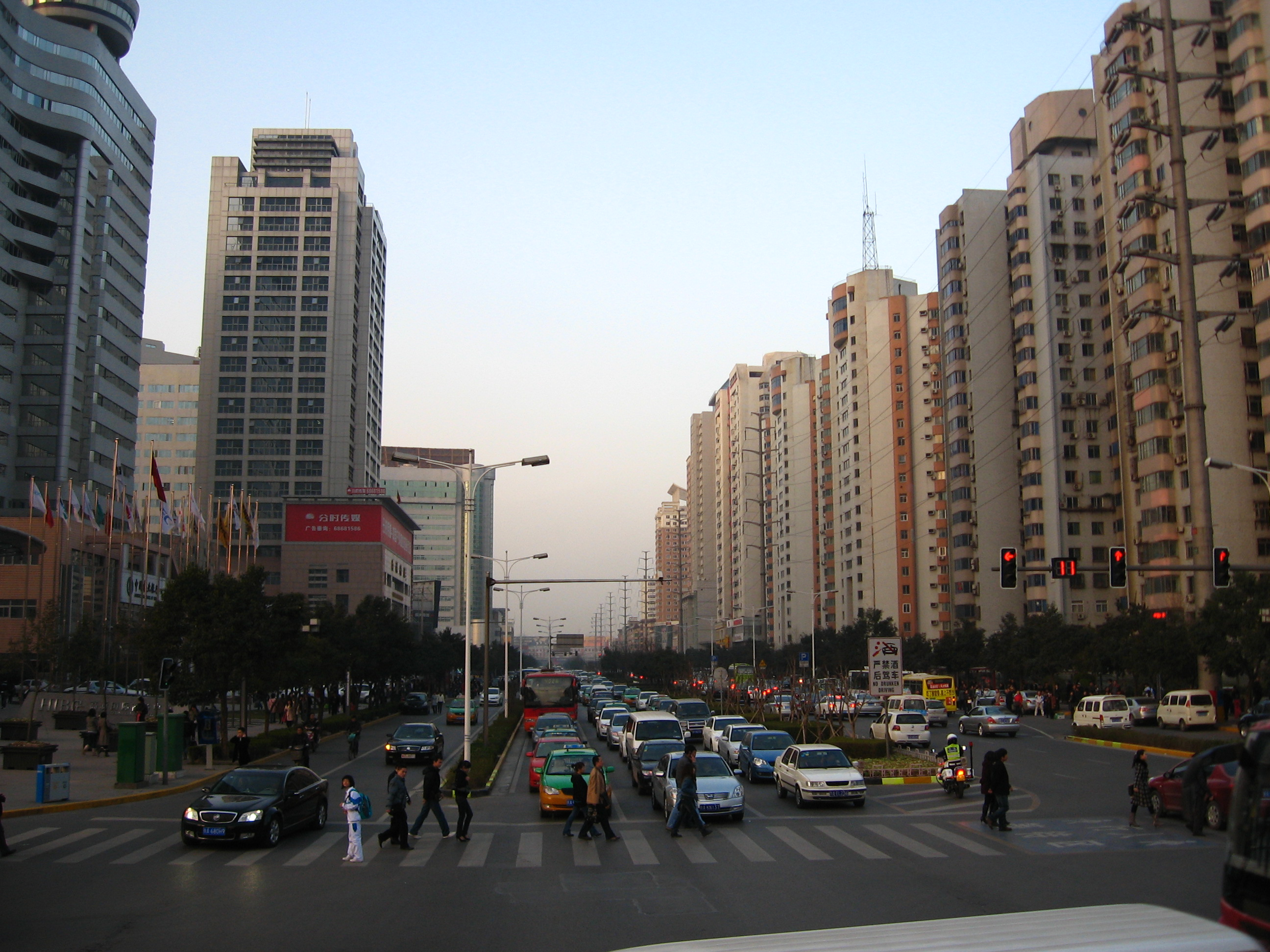

옌타구(한국어: 안탑구, 중국어: 雁塔区, 병음: Yàntǎ Qū)는 중화인민공화국 산시성 시안시의 현급 행정구역이다. 넓이는 152km2이고, 인구는 2007년 기준으로 780,000명이다.

## 행정 구역
10개 가도를 관할한다.
- 가도: 小寨路街道、大雁塔街道、长延堡街道、电子城街道、等驾坡街道、鱼化寨街道、丈八街道、曲江街道、杜城街道、漳浒寨街道